# Горн (округ)
Бецирк Горн — округ Австрійської федеральної землі Нижня Австрія. 
Округ поділено на 20 громад:

- Альтенбурґ
- Брунн-ан-дер-Вільд
- Бурґшлайніц-Кюнрінґ
- Дрозендорф-Ціссерсдорф
- Еґґенбург
- Ґарс-ам-Камп
- Ґерас
- Горн
- Ірнфріц-Мессерн
- Японс
- Ланґау
- Майзельдорф
- Пернеґґ
- Реренбах
- Решіц
- Розенбурґ-Мольд
- Зігмундсгерберґ
- Санкт-Бернгард-Фрауенгофен
- Штранінґ-Ґрафенберґ
- Вайтерсфельд

## Демографія
Населення округу за роками за даними статистичного бюро Австрії

## Виноски
1. ↑  Statistik Austria. Архів оригіналу за 2 травня 2015. Процитовано 26 червня 2013.

| Австрія | Це незавершена стаття з географії Австрії. Ви можете допомогти проєкту, виправивши або дописавши її. |